# La Dépêche (Évreux - Louviers - Verneuil-sur-Avre)
Pour les articles homonymes, voir La Dépêche.
La Dépêche est un journal hebdomadaire local français diffusé tous les jeudis dans le département de l'Eure. Elle sort trois éditions centrées autour d'Évreux, Louviers et Verneuil-sur-Avre.
L'édition d'Évreux, ISSN 0298-6612, siège du journal, couvre les cantons d'Évreux, Conches-en-Ouche, Saint-André-de-l'Eure, Pacy-sur-Eure et Damville.
L'édition de Louviers, ISSN 0221-055X, couvre les cantons de Louviers, Val-de-Reuil, Pont-de-l'Arche et Gaillon.
L'édition de Verneuil-sur-Avre, ISSN 1620-8927, couvre les cantons de Verneuil-sur-Avre, Breteuil-sur-Iton, Rugles, Nonancourt et Damville.
La Dépêche fait partie du groupe de presse des Hebdos Normands repris le 1er octobre 2007 par le groupe Publihebdos.